# مانسفيلد (أوكلاهوما)
مانسفيلد (بالإنجليزية: Mannsville, Oklahoma)‏ هي بلدة أمريكية تقع في الولايات المتحدة في مقاطعة جونستون. يقدر عدد سكانها بـ 587 نسمة ومساحتها 2.8 كم2 وترتفع عن سطح البحر 228 متر.

## التركيبة السكانية
حدّد مكتب تعداد الولايات المتحدة بيانات التركيبة السكانية لمانسفيلد في تعداد الولايات المتحدة. في ما يلي، التركيبة السكانية حسب تعدادي 2000 و2010.

### تعداد عام 2000
بلغ عدد سكان مانسفيلد 587 نسمة بحسب تعداد عام 2000، وبلغ عدد الأسر 221 أسرة وعدد العائلات 151 عائلة مقيمة في البلدة. في حين سجلت الكثافة السكانية 69.1 نسمة لكل كيلومتر مربع (179.0/ميل2). وبلغ عدد الوحدات السكنية 253 وحدة بمتوسط كثافة قدره 29.8 لكل كيلومتر مربع (77.2/ميل2).
وتوزع التركيب العرقي للبلدة بنسبة 81.77% من البيض و0.17% من الأمريكيين الأفارقة و9.88% من الأمريكيين الأصليين و0.34% من الأعراق الأخرى و7.84% من عرقين مختلطين أو أكثر و0.51% من الهسبانيون أو اللاتينيون من أي عرق.
بلغ عدد الأسر 221 أسرة كانت نسبة 40.3% منها لديها أطفال تحت سن الثامنة عشر تعيش معهم، وبلغت نسبة الأزواج القاطنين مع بعضهم البعض 51.1% من أصل المجموع الكلي للأسر، ونسبة 13.1% من الأسر كان لديها معيلات من الإناث دون وجود شريك،  بينما كانت نسبة 4.1% من الأسر لديها معيلون من الذكور دون وجود شريكة وكانت نسبة 31.7% من غير العائلات. تألفت نسبة 25.3% من أصل جميع الأسر من عدة أفراد يعيشون في نفس المنزل ونسبة 10% كانت تتألف من شخص يعيش بمفرده يبلغ من العمر 65 عاماً أو أكثر. وبلغ متوسط حجم الأسرة المعيشية 2.66، أما متوسط حجم العائلات فبلغ 3.25.
بلغ العمر الوسطي للسكان 35.9 عاماً. وكانت نسبة 26.6% من القاطنين تحت سن الثامنة عشر، وكانت نسبة 8.3% بين الثامنة عشر والرابعة والعشرين عاماً، ونسبة 31.2% كانت واقعةً في الفئة العمرية ما بين الخامسة والعشرين والرابعة والأربعين عاماً، ونسبة 21.6% كانت ما بين الخامسة والأربعين والرابعة والستين، ونسبة 12.3% كانت ضمن فئة الخامسة والستين عاماً فما فوق. يوجد لكل 100 أنثى 100.3 ذكر، ويوجد لكل 100 أنثى في الثامنة عشر من عمرها فما فوق 95.0 ذكر.
بلغ متوسط دخل الأسرة في البلدة 24,896 دولارًا، أما متوسط دخل العائلة فبلغ 30,982 دولارًا. وكان متوسط دخل الذكور 21,838 دولارًا مقابل 18,676 دولارًا للإناث. وسجل دخل الفرد الخاص بالبلدة 10,683 دولارًا. وكانت نسبة 16% من العائلات ونسبة 20.1% من السكان تحت خط الفقر، وكان من هؤلاء نسبة 24.9% تحت سن الثامنة عشر ونسبة 17.3% في الخامسة والستين من العمر وما فوق.

### تعداد عام 2010
بلغ عدد سكان مانسفيلد 863 نسمة بحسب تعداد عام 2010، وبلغ عدد الأسر 319 أسرة وعدد العائلات 240 عائلة مقيمة في البلدة. في حين سجلت الكثافة السكانية 101.6 نسمة لكل كيلومتر مربع (263.1/ميل2). وبلغ عدد الوحدات السكنية 379 وحدة بمتوسط كثافة قدره 44.6 لكل كيلومتر مربع (115.5/ميل2).
وتوزع التركيب العرقي للبلدة بنسبة 75.90% من البيض و10.89% من الأمريكيين الأصليين و0.12% من الأمريكيين ذوي الأصول الآسيوية و3.59% من الأعراق الأخرى و9.50% من عرقين مختلطين أو أكثر و6.14% من الهسبانيون أو اللاتينيون من أي عرق.
بلغ عدد الأسر 319 أسرة كانت نسبة 42.3% منها لديها أطفال تحت سن الثامنة عشر تعيش معهم، وبلغت نسبة الأزواج القاطنين مع بعضهم البعض 52.4% من أصل المجموع الكلي للأسر، ونسبة 13.2% من الأسر كان لديها معيلات من الإناث دون وجود شريك،  بينما كانت نسبة 9.7% من الأسر لديها معيلون من الذكور دون وجود شريكة وكانت نسبة 24.8% من غير العائلات. تألفت نسبة 18.2% من أصل جميع الأسر من عدة أفراد يعيشون في نفس المنزل ونسبة 8.5% كانت تتألف من شخص يعيش بمفرده يبلغ من العمر 65 عاماً أو أكثر. وبلغ متوسط حجم الأسرة المعيشية 2.71، أما متوسط حجم العائلات فبلغ 3.11.
بلغ العمر الوسطي للسكان 36.8 عاماً. وكانت نسبة 28.3% من القاطنين تحت سن الثامنة عشر، وكانت نسبة 8.5% بين الثامنة عشر والرابعة والعشرين عاماً، ونسبة 24.7% كانت واقعةً في الفئة العمرية ما بين الخامسة والعشرين والرابعة والأربعين عاماً، ونسبة 26% كانت ما بين الخامسة والأربعين والرابعة والستين، ونسبة 12.6% كانت ضمن فئة الخامسة والستين عاماً فما فوق. وتوزع التركيب الجنسي للسكان بنسبة 50.1% ذكور و49.9% إناث.